# Rondoni (isola)
Rondoni  (in montenegrino Mamula/Мамула) è un'isola del Montenegro situata all'ingresso delle Bocche di Cattaro, nel mare Adriatico.

## Geografia
L'isola si trova all'ingresso della baia di Castelnuovo (Herceg Novi), tra punta d'Ostro (Oštri rt), l'estremo punto meridionale della penisola Vittaglina e di tutta la Croazia, e punta d'Arza o Xaniza (rt Mirišta/Arza), che si trova sulla penisola Lustizza (Луштица, Luštica) e segna il confine meridionale dell'insenatura di valle Lustizza o porto Xaniza (Жаницкий залив, Žanjice uvala). Rondoni, di forma arrotondata, ha un diametro di circa 60 m; dista circa 920 m da punta d'Arza e 1,93 m da punta d'Ostro.

## Isole adiacenti
- Gospa[10] (o ostrvo Žanjice), piccolo scoglio a nord di punta Xaniza, a soli 90 m di distanza, che ospita un monastero fortificato e la chiesa della Presentazione della Vergine, la cui costruzione risale al XII secolo[11][12].

## Storia
A punta d'Ostro, Rondoni e punta Xaniza si trovano tre fortezze del XIX sec. costruite a difesa dell'accesso alle Bocche di Cattaro: forte Ostro, forte Mamula, che porta il nome del generale austroungarico Lazar Mamula, e forte Arza (Крепость Арза).
Nel 1941, durante la seconda guerra mondiale, la fortezza di Rondoni venne usata come prigione.